# 莫妮卡·阿克萨米特
莫妮卡·阿克萨米特（英語：Monica Aksamit，1990年2月18日—）生于纽约，是一名美国女子击剑运动员，主攻佩剑。她的父母都来自波兰，一岁半时她被父母送至波兰，她在那里受祖父母照顾，后来回到美国。阿克萨米特9岁时开始练习击剑，最初她是在波兰-美国击剑学校练习，15岁开始加入曼哈顿击剑中心。高中毕业后，她进入宾夕法尼亚州立大学，并加入该校校队参加美国校际比赛。